# Rustica Xalostoc
La Rústica Xalostoc es una colonia del municipio de Ecatepec de Morelos, en el área de Xalostoc (México).
Es de fácil acceso tanto por Eduardo Molina e Insurgentes norte, como entrando por el municipio de Ecatepec de Morelos.

## Límites
- Al norte con la Calle Hierro
- Al sur con la Avenida Chopo
- Al este con la calle 18
- Al oeste con la Vía Morelos

## Población
La población en esta colonia es muy escasa, ya que la mayoría de terreno lo ocupan empresas; es tan poca que está por debajo de las 700 personas por sección electoral. La población está conformada en su mayoría por obreros.

## Economía
La economía de esta colonia se basa en las industrias y bodegas de almacenamiento.

## Transporte
Microbuses del municipio de Ecatepec y autobuses hidalguenses.
Su calle principal es la calle 10, donde se encuentra la iglesia del Sagrado corazón, un mercado donde hay videojuegos, películas, entre otras cosas.
Atrás de esta calle se encuentra la calle 8, que se caracteriza por su comercio nocturno, en donde se venden eskimos, quesadillas, elotes, tacos y alitas.

## Béisbol
Lo inicios.
En 1957 es el inicio del Béisbol en la Rústica Xalostóc. Se estarán incluyendo datos y anécdotas proporcionadas por las personas que vivieron la historia y por la transmisión de la historia-anécdota, de quienes vivieron de cerca los acontecimientos. Lo anterior para preservar las memorias del béisbol en sus diferentes etapas y como memoria histórica de la colonia.
Precursores.
Ricardo Jacobo Ramírez y Don Joaquín Evía fueron los iniciadores del béisbol en la colonia
Seguidores y benefactores.
Raulito; Juan el "Gritón"; Francisco Sánchez Ibarra; Luis Vargas.
Jugadores. 
Raynulfo Mendoza Jacobo; Daniel Moreno; Gilberto Mendoza Jacobo; Arturo Mendoza Jacobo; Rubén Mendoza Jacobo; Armando Mendoza Jacobo; Jaime Monroy Mendoza; Rodolfo Jacobo Espinosa; Roberto Paredes Jacobo; Isabel Díaz Espíndola; Luis Gómez Colín; Ricardo Moreno Jacobo; Óscar Moreno Jacobo; Leonel Márquez; Guillermo González; Francisco Fuentes; Leonardo Fuentes; Lucio Delgadillo; Julio Sánchez (pitcher); Erasmo Varas; Mora; Felipe Díaz; Ezequiel Rosas; José Rosas; Primitivo Rosas; Epifanio Espinosa; Martín Magaña Magaña; Miguel Magaña Magaña; Felipe Magaña Magaña; Jaime Magaña; Erasmo Evía del Puerto; Higinio Evía; Ismael Paniagua; Israel Paniagua; Jesús Camarena; Daniel (esposo de Coco); Jesús Trejo (cátcher); Carlos (center),
Equipos de béisbol.
La colonia Rustica Xalostóc existieron equipos con diferentes nombres todos ellos con los mismos jugadores dependiendo la generación. Los  equipos fueron:
Gallos del Rocío Rústica Xalostóc,  Mole San Martín (patrocinador del equipo), Gallos de la Rústica y Pollos de la Rústica.
De los equipos Gallos del Rocío, Rústica Xalostóc y Mole San Martín no se cuenta con anécdotas (por el momento) sólo equipos con los que tuvieron grandes encuentros y gran rivalidad, como son: Diablos del Salón Rojo. Citlaltépetl. Trailmobile. Sección 22 de Oaxaca. Águilas de Xalostóc (de Jorge Rebollo).
Anécdotas del equipo Gallos de la Rústica.
Campeón de segunda fuerza en la liga Obrera de béisbol y participar en la entrega de trofeos de la liga en el juego de exhibición.
En el juego de eliminatoria para juego de exhibición contra el equipo Cachorros de cultura y deporte del Peñón; un encuentro por demás difícil; Arturo Mendoza J. pitchó 16 entradas ganando el juego. Posteriormente, se inició el segundo juego contra un equipo de menor, perdiéndose el encuentro en los campos de aviación civil de Balbuena.
En un encuentro de liga muy difícil contra el equipo Contreras Hermanos (rival por varias temporadas) en la cuchilla del tesoro de San Juan de Aragón, Gilberto Mendoza J., jugaba la primera base y llevaba el "score"; tuvo un accidente al fracturarse un pie y así, seguir jugando. El encuentro se ganó con la sensible baja del jugador, que siguió asistiendo a los siguientes encuentros pues, era el capitán, mánager y jugador del equipo.
En los campos del km 16 de la carretera a Puebla se tuvo un encuentro contra el equipo Fundición Cowen. Daniel Moreno (Pitcher) sufrió fractura de nariz de un pelotazo que recibió teniendo que terminar el encuentro con la lesión. Al no haber cambios por estar nueve jugadores, el equipo ganó el encuentro.
En la Liga Obrera de béisbol, había un equipo muy fuerte llamado Tequila Cuervo que soñaba con ganarles a los Gallos de la Rústica y al pitcher Daniel Moreno, lo cual, no sucedió. Moralmente perdían de ver quién sería el pitcher, con la frase "¿no tienen otro pitcher?".
En un juego en Zumpango, Hgo., Contra un  equipo muy fuerte y con porra muy aguerrida, perdiendo en la novena entrada por 14 carreras de diferencia, se logró darle la vuelta al marcador y terminar ganando el juego haciendo más de 14 carreras en el juego, con pitcheo de Ismael Paniagua "El Gallo". Fue tanto el coraje de la porra que no quiso cooperar para los gastos ya acordados, tratando al equipo local de perdedores y no bajándoles de pen#"%$&!!!.
En un juego en el campo de la Laminadora Kremerman, contra el equipo Halcones de Zapotitlán, Gallos perdía el juego por diferencia de 14 carreras, Arturo Mendoza J. entró al relevo, en una pitchada el bateador de Halcones, recibió un pelotazo en la cabeza por un lanzamiento de Arturo con mucha velocidad. El pelotero salió del juego y se retiró a su casa dejando al equipo ganando, cuál sería su sorpresa que su equipo perdió el juego.
En un juego en las campos de la Rústica Xalostóc siendo la novena entrada y el juego empatado, el equipo contrario pegó un batazo largo, que sería la carrera de diferencia, Arturo Mendoza J. hizo el tiro de relevo tirando una raya al cátcher, el umpire se interpone entre el tiro y el cátcher, la pelota le pega en la cabeza, quedando aturdido y mareado no sabiendo que decisión tomar, el juego quedó pendiente.
En el parque Venusino Carranza (Inguarán, hoy Congreso de la Unión) el jugador Gilberto Mendoza J. en un mal día, se había ponchado dos veces. En ese parque se daban cita algunos "coyotes", y en el siguiente turno al bat de Gilberto, apostaron ponche, cuál fue su sorpresa que dio un hit, empujando carrera para disgusto de los apostadores que fueron por el ponche.
En una temporada muy reñida, se jugó un partido de desempate por el primer lugar del grupo  contra el equipo Piratas México, el cual, tenía peloteros de la liga metropolitana (en ese tiempo semiprofesional). El partido fue muy reñido con un marcador apretado, ganando el equipo de Gallos de la Rústica.
En un juego contra los equipos aztecas de Astahuacán, por el equipo azteca, inició un pitcher con aspecto japonés. El juego fue muy reñido perdiendo el equipo Gallos. Cabe mencionar, que dicho pitcher, a la semana dejó sin carrera a los Tigres (Liga Mexicana) y a la siguiente, lo hizo con el Águila de Veracruz. Así era el respeto que los equipos tenían por el equipo Gallos de la Rústica.
Por invitación el equipo Gallos fue a jugar a Naucalpan en la  fiesta de la localidad para disputar un trofeo. Cuando inició el partido, el trofeo era de un  buen tamaño, terminando el juego después de recibir una paliza el equipo local, entregó un trofeo muy pequeño al equipo Gallos.
Se tuvo un encuentro por invitación en el Oro, Estado de México, con una selección local, ganando el equipo Gallos. Los comentarios de los locales fueron que esa derrota no hubiera sucedido si el "Gato" (pitcher local) lo hubieran conocido en sus mejores tiempos, a lo cual le respondió Ismael Paniagua (El Gallo) que el resultado sería el mismo porque verían a Israel, Ismael Paniagua y Arturo Mendoza en sus mejores tiempos.
En el juego por invitación en Maravatio, Michoacán, el equipo de la Rústica como siempre, iban 9 jugadores. En el campo estaba sentado en una barda una persona de huaraches y sombrero, que se acercó al capitán del equipo Rústica, a pedir una oportunidad  de jugar ya que, el equipo local no le daba la posibilidad. Se le preguntó qué posición jugaba y contestó con firmeza, soy pitcher y cuarto bat. Lo cual demostró en el curso del partido para sorpresa del equipo local que no le dio oportunidad de demostrar sus cualidades beisboleras.
Cuando el equipo Gallos de la Rústica se cambió de liga a la de San Cristóbal y se fue a la inscripción, el presidente de la liga, al saber del equipo preguntó ¿Ustedes son los famosos Gallos? Al iniciar la participación del equipo, la liga envió a su mejor equipo "El Everedy" en un doble juego. El primer juego lo ganó el equipo Everedy, en un encuentro muy reñido. El segundo, fue ganado por el Gallos, dando muestra de garra, contundencia y pundonor dando una paliza al mejor equipo de la liga, demostrando la fama que tenía el equipo Gallos. En esa liga el equipo Gallos siempre fue el equipo a vencer teniendo grandes rivales y juegos contra equipos como: El Salamanca Gto., La Costeña, Sosa Texcoco, entre otros,  calificando en primer o segundo lugar.
Nueva generación.
Después de un receso, el equipo Gallos volvió a jugar ahora con la combinación jugadores del Gallos y Pollos de la Rústica combinación de veteranos y juventud que siguió con la fama del Gallos de la Rústica en cualquier campo y equipo.
Pollos de la Rústica fue creado por la nueva generación de peloteros, dirigidos por Martín Magaña M.; peloteros entre otros como Miguel Magaña M., Francisco Magaña M., Ricardo Moreno J., Óscar Moreno J., que después pasaron al equipo grande de Gallos de la Rústica.
En una festividad de la colonia Rústica Xalostóc se programó un encuentro entre Gallos Veteranos y Gallos actuales, dando un encuentro lleno de alegría con los pitchers iniciales por veteranos: Daniel Moreno y actuales Francisco Magaña. Encuentro que ganó el equipo Gallos actuales.
Dentro de estos comentarios merecen una mención un pitcher de la colonia que siempre tuvo gran rivalidad contra los equipos locales, jugando siempre con los contrarios, su nombre es Bonifacio Zurita (pitcher zurdo).
En los campos de la colonia también jugaron equipos que sin ser de la localidad, tenían tradición por contar con jugadores de equipos de la colonia, como:
Duralita (equipo en el que jugó el pionero Don Ricardo Jacobo Ramírez). Laboratorios Walts & ABAT de Don Marcelo Rosas (donde jugaba Arturo Mendoza J., Israel Paniagua, José y Primitivo Rosas). MEXALIT donde jugaba Gilberto Mendoza J. BEISA donde jugaba Raynulfo Mendoza J. Laminadora Kremerman donde jugaban muchos de los peloteros de la colonia. Química JT Baker donde el capitán era Gilberto Mendoza.
Agradecemos la aportación de nuevas anécdotas.